# Big Bash League 2020/21
Die Big Bash League 2020/21 war die zehnte Saison dieser australischen Twenty20-Cricket-Meisterschaft. Das Turnier fand vom 10. Dezember 2020 bis zum 6. Februar 2021 statt. Im Finale konnten sich die Sydney Sixers mit 27 Runs gegen die Perth Scorchers durchsetzen.

## Franchises
Seit der Gründung der Liga nehmen acht Franchises an dem Turnier teil.
| Franchise           | Farbe          | Stadt     | Heimstadion              |
| ------------------- | -------------- | --------- | ------------------------ |
| Adelaide Strikers   | Blau           | Adelaide  | Adelaide Oval            |
| Brisbane Heat       | Türkis         | Brisbane  | The Gabba                |
| Hobart Hurricanes   | Lila           | Hobart    | Blundstone Arena         |
| Melbourne Renegades | Rot            | Melbourne | Marvel Stadium           |
| Melbourne Stars     | Grün           | Melbourne | Melbourne Cricket Ground |
| Perth Scorchers     | Orange         | Perth     | Optus Stadium            |
| Sydney Sixers       | Pink           | Sydney    | Sydney Cricket Ground    |
| Sydney Thunder      | Electric Green | Sydney    | Spotless Stadium         |

## Format
Die acht Franchises spielen in einer Gruppe gegen jedes andere Team jeweils zwei Mal. Die fünf Erstplatzierten der Gruppe qualifizieren sich für die Playoffs die im Page-Playoff-System ausgetragen werden.

## Gruppenphase
Tabelle
| Teams               | Sp. | S | N  | U | R | NR | BP | Punkte | NRR    |
| ------------------- | --- | - | -- | - | - | -- | -- | ------ | ------ |
| Sydney Sixers       | 14  | 9 | 5  | 0 | 0 | 0  | 9  | 36     | +0.257 |
| Perth Scorchers     | 14  | 8 | 5  | 0 | 0 | 1  | 6  | 32     | +0.851 |
| Sydney Thunder      | 14  | 8 | 6  | 0 | 0 | 0  | 7  | 31     | +0.949 |
| Brisbane Heat       | 14  | 7 | 7  | 0 | 0 | 0  | 8  | 29     | −0.286 |
| Adelaide Strikers   | 14  | 7 | 7  | 0 | 0 | 0  | 7  | 28     | +0.105 |
| Hobart Hurricanes   | 14  | 7 | 7  | 0 | 0 | 0  | 7  | 28     | −0.187 |
| Melbourne Stars     | 14  | 5 | 8  | 0 | 0 | 1  | 7  | 24     | +0.140 |
| Melbourne Renegades | 14  | 4 | 10 | 0 | 0 | 0  | 4  | 16     | −1.727 |

Spiele
| 10. Dezember Scorecard | Hobart | Hobart Hurricanes 178-8 (20)          | – | Sydney Sixers 162-6 (20) |
|                        |        | Hobart Hurricanes gewinnt mit 16 Runs |   |                          |

| 11. Dezember Scorecard | Canberra | Brisbane Heat 125 (19.5)              | – | Melbourne Stars 129-4 (17.1) |
|                        |          | Melbourne Stars gewinnt mit 6 Wickets |   |                              |

| 12. Dezember Scorecard | Canberra | Melbourne Stars 169-8 (20)          | – | Sydney Thunder 147-9 (20) |
|                        |          | Melbourne Stars gewinnt mit 22 Runs |   |                           |

| 12. Dezember Scorecard | Hobart | Perth Scorchers 130 (19.1)                | – | Melbourne Renegades 16.3-3 (16.3) |
|                        |        | Melbourne Renegades gewinnt mit 7 Wickets |   |                                   |

| 13. Dezember Scorecard | Hobart | Hobart Hurricanes 174-5 (20)          | – | Adelaide Strikers 163-9 (20) |
|                        |        | Hobart Hurricanes gewinnt mit 11 Runs |   |                              |

| 13. Dezember Scorecard | Hobart | Sydney Sixers 205-4 (20)           | – | Melbourne Renegades 60 (10.4) |
|                        |        | Sydney Sixers gewinnt mit 145 Runs |   |                               |

| 14. Dezember Scorecard | Canberra | Brisbane Heat 178-6 (20)             | – | Sydney Thunder 180-6 (18.5) |
|                        |          | Sydney Thunder gewinnt mit 4 Wickets |   |                             |

| 15. Dezember Scorecard | Launceston | Hobart Hurricanes 146 (19.3)            | – | Adelaide Strikers 147-5 (18.4) |
|                        |            | Adelaide Strikers gewinnt mit 5 Wickets |   |                                |

| 16. Dezember Scorecard | Launceston | Perth Scorchers 158-6 (17/17) | – | Melbourne Stars 10-1 (1.1/17) |
|                        |            | No Result                     |   |                               |

| 19. Dezember Scorecard | Hobart | Melbourne Renegades 157-5 (20)          | – | Hobart Hurricanes 161-4 (17.4) |
|                        |        | Hobart Hurricanes gewinnt mit 6 Wickets |   |                                |

| 20. Dezember Scorecard | Hobart | Sydney Sixers 177-5 (20)          | – | Adelaide Strikers 139-7 (20) |
|                        |        | Sydney Sixers gewinnt mit 38 Runs |   |                              |

| 22. Dezember Scorecard | Canberra | Perth Scorchers 152-5 (20)           | – | Sydney Thunder 156-3 (19.3) |
|                        |          | Sydney Thunder gewinnt mit 7 Wickets |   |                             |

| 23. Dezember Scorecard | Brisbane | Adelaide Strikers 150-6 (20)         | – | Brisbane Heat 148-9 (20) |
|                        |          | Adelaide Strikers gewinnt mit 2 Runs |   |                          |

| 26. Dezember Scorecard | Canberra | Sydney Thunder 209-8 (20)           | – | Melbourne Renegades 80 (12.2) |
|                        |          | Sydney Thunder gewinnt mit 129 Runs |   |                               |

| 26. Dezember Scorecard | Gold Coast | Melbourne Stars 193-5 (20)         | – | Sydney Sixers 194-9 (19.5) |
|                        |            | Sydney Sixers gewinnt mit 1 Wicket |   |                            |

| 27. Dezember Scorecard | Brisbane | Hobart Hurricanes 148-7 (20)   | – | Brisbane Heat 152-6 (17.2) |
|                        |          | Brisbane gewinnt mit 4 Wickets |   |                            |

| 28. Dezember Scorecard | Adelaide | Adelaide Strikers 165-8 (20)          | – | Perth Scorchers 94 (15.2) |
|                        |          | Adelaide Strikers gewinnt mit 71 Runs |   |                           |

| 29. Dezember Scorecard | Gold Coast | Melbourne Renegades 168-6 (20)      | – | Sydney Sixers 169-8 (19.5) |
|                        |            | Sydney Sixers gewinnt mit 2 Wickets |   |                            |

| 29. Dezember Scorecard | Canberra | Sydney Thunder 219 (20)            | – | Melbourne Stars 144 (19.5) |
|                        |          | Sydney Thunder gewinnt mit 75 Runs |   |                            |

| 30. Dezember Scorecard | Brisbane | Hobart Hurricanes 150 (19.4)        | – | Brisbane Heat 149-8 (20) |
|                        |          | Hobart Hurricanes gewinnt mit 1 Run |   |                          |

| 31. Dezember Scorecard | Adelaide | Adelaide Strikers 146-9 (20)          | – | Perth Scorchers 147-3 (17.4) |
|                        |          | Perth Scorchers gewinnt mit 7 Wickets |   |                              |

| 1. Januar Scorecard | Gold Coast | Melbourne Renegades 166-6 (17/17) | – | Sydney Thunder 117-2 (12/12) |
|                     |            | Sydney Thunder gewinnt mit 7 Runs |   |                              |

| 2. Januar Scorecard | Hobart | Hobart Hurricanes 164-5 (20)          | – | Melbourne Stars 143-9 (20) |
|                     |        | Hobart Hurricanes gewinnt mit 21 Runs |   |                            |

| 2. Januar Scorecard | Brisbane | Sydney Sixers 165-8 (20)            | – | Brisbane Heat 171-6 (18.5) |
|                     |          | Brisbane Heat gewinnt mit 4 Wickets |   |                            |

| 3. Januar Scorecard | Perth | Perth Scorchers 185-3 (20)          | – | Melbourne Renegades 89 (12.5) |
|                     |       | Perth Scorchers gewinnt mit 96 Runs |   |                               |

| 3. Januar Scorecard | Gold Coast | Adelaide Strikers 150-4 (20)        | – | Sydney Sixers 151-3 (18) |
|                     |            | Sydney Sixers gewinnt mit 7 Wickets |   |                          |

| 4. Januar Scorecard | Hobart | Melbourne Stars 183-6 (20)          | – | Hobart Hurricanes 173-6 (20) |
|                     |        | Melbourne Stars gewinnt mit 10 Runs |   |                              |

| 4. Januar Scorecard | Brisbane | Sydney Thunder 174-8 (20)           | – | Brisbane Heat 175-5 (19.1) |
|                     |          | Brisbane Heat gewinnt mit 5 Wickets |   |                            |

| 5. Januar Scorecard | Adelaide | Adelaide Strikers 171-5 (20)          | – | Melbourne Renegades 111 (19.1) |
|                     |          | Adelaide Strikers gewinnt mit 60 Runs |   |                                |

| 6. Januar Scorecard | Perth | Perth Scorchers 183-4 (20)          | – | Sydney Sixers 97 (16.4) |
|                     |       | Perth Scorchers gewinnt mit 86 Runs |   |                         |

| 7. Januar Scorecard | Perth | Sydney Thunder 167-5 (20)          | – | Hobart Hurricanes 128-8 (20) |
|                     |       | Sydney Thunder gewinnt mit 39 Runs |   |                              |

| 7. Januar Scorecard | Gold Coast | Brisbane Heat 115-3 (10/10)                    | – | Melbourne Stars 111 (10/10) |
|                     |            | Brisbane Heat gewinnt mit 17 Runs (D/L method) |   |                             |

| 8. Januar Scorecard | Adelaide | Adelaide Strikers 177-7 (20)              | – | Melbourne Renegades 178-4 (19.5) |
|                     |          | Melbourne Renegades gewinnt mit 6 Wickets |   |                                  |

| 9. Januar Scorecard | Perth | Perth Scorchers 185-6 (20)          | – | Sydney Thunder 168 (20) |
|                     |       | Perth Scorchers gewinnt mit 17 Runs |   |                         |

| 10. Januar Scorecard | Gold Coast | Brisbane Heat 152-7 (20)            | – | Sydney Sixers 148 (20) |
|                      |            | Sydney Sixers gewinnt mit 3 Wickets |   |                        |

| 11. Januar Scorecard | Adelaide | Melbourne Stars 150-5 (19)              | – | Adelaide Strikers 149-7 (20) |
|                      |          | Adelaide Strikers gewinnt mit 5 Wickets |   |                              |

| 12. Januar Scorecard | Perth | Hobart Hurricanes 140-1 (16.2)        | – | Perth Scorchers 139-5 (20) |
|                      |       | Peter Scorchers gewinnt mit 9 Wickets |   |                            |

| 13. Januar Scorecard | Canberra | Sydney Thunder 166-6 (20)           | – | Sydney Sixers 132-5 (12.4) |
|                      |          | Sydney Sixers gewinnt mit 5 Wickets |   |                            |

| 14. Januar Scorecard | Canberra | Melbourne Renegades 150-5 (18.4)    | – | Brisbane Heat 149-6 (20) |
|                      |          | Brisbane Heat gewinnt mit 5 Wickets |   |                          |

| 15. Januar Scorecard | Melbourne (MCG) | Melbourne Stars 179-2 (20)           | – | Adelaide Strikers 68 (14.2) |
|                      |                 | Melbourne Stars gewinnt mit 111 Runs |   |                             |

| 16. Januar Scorecard | Canberra | Perth Scorchers 163-7 (20)         | – | Sydney Sixers 164-3 (20) |
|                      |          | Sydney Sixer gewinnt mit 7 Wickets |   |                          |

| 17. Januar Scorecard | Melbourne (MCG) | Melbourne Renegades 150 (19.5)        | – | Melbourne Stars 153-4 (19.1) |
|                      |                 | Melbourne Stars gewinnt mit 6 Wickets |   |                              |

| 18. Januar Scorecard | Canberra | Sydney Thunder 177-5 (20)               | – | Hobart Hurricanes 181-4 (18) |
|                      |          | Hobart Hurricanes gewinnt mit 6 Wickets |   |                              |

| 19. Januar Scorecard | Melbourne (MS) | Perth Scorchers 174-5 (20)          | – | Brisbane Heat 115 (16.4) |
|                      |                | Perth Scorchers gewinnt mit 59 Runs |   |                          |

| 20. Januar Scorecard | Melbourne (MS) | Melbourne Stars 158-6 (20)                | – | Melbourne Renegades 160-5 (19.4) |
|                      |                | Melbourne Renegades gewinnt mit 5 Wickets |   |                                  |

| 21. Januar Scorecard | Melbourne (MCG) | Adelaide Strikers 197-5 (20)          | – | Brisbane Heat 115 (17.3) |
|                      |                 | Adelaide Strikers gewinnt mit 82 Runs |   |                          |

| 22. Januar Scorecard | Melbourne (MS) | Perth Scorchers 179-8 (20)          | – | Hobart Hurricanes 157-8 (20) |
|                      |                | Perth Scorchers gewinnt mit 22 Runs |   |                              |

| 22. Januar Scorecard | Sydney | Sydney Thunder 232-5 (20)          | – | Sydney Sixers 186-5 (20) |
|                      |        | Sydney Thunder gewinnt mit 46 Runs |   |                          |

| 23. Januar Scorecard | Melbourne (MS) | Brisbane Heat 173-5 (20)          | – | Melbourne Renegades 147 (18.4) |
|                      |                | Brisbane Heat gewinnt mit 26 Runs |   |                                |

| 23. Januar Scorecard | Melbourne (MCG) | Perth Scorchers 182-4 (20)          | – | Melbourne Stars 171-6 (20) |
|                      |                 | Perth Scorchers gewinnt mit 11 Runs |   |                            |

| 24. Januar Scorecard | Sydney (SSS) | Adelaide Strikers 159-6 (20)         | – | Sydney Thunder 153-7 (20) |
|                      |              | Adelaide Strikers gewinnt mit 6 Runs |   |                           |

| 24. Januar Scorecard | Sydney (SCG) | Hobart Hurricanes 188-8 (20)         | – | Sydney Sixers 181-8 (20) |
|                      |              | Hobart Hurricanes gewinnt mit 7 Runs |   |                          |

| 25. Januar Scorecard | Sydney (SSS) | Adelaide Strikers 115-4 (14/14)      | – | Sydney Thunder 116-1 (12.1/14) |
|                      |              | Sydney Thunder gewinnt mit 9 Wickets |   |                                |

| 26. Januar Scorecard | Sydney (SSS) | Brisbane Heat 181-7 (20)         | – | Perth Scorchers 175-6 (20) |
|                      |              | Brisbane Heat gewinnt mit 6 Runs |   |                            |

| 26. Januar Scorecard | Melbourne (MCG) | Melbourne Renegades 150-5 (20)          | – | Hobart Hurricanes 139-9 (20) |
|                      |                 | Melbourne Renegades gewinnt mit 11 Runs |   |                              |

| 26. Januar Scorecard | Melbourne (MCG) | Melbourne Stars 177-6 (20)          | – | Sydney Sixers 180-5 (19.5) |
|                      |                 | Sydney Sixers gewinnt mit 5 Wickets |   |                            |

## Endspiele

### Spiel A
| 29. Januar Scorecard | Brisbane | Adelaide Strikers 130-7 (20)        | – | Brisbane Heat 131-4 (18.5) |
|                      |          | Brisbane Heat gewinnt mit 6 Wickets |   |                            |

### Spiel B
| 30. Januar Scorecard | Canberra | Perth Scorchers 167-6 (20)          | – | Sydney Sixers 168-1 (17) |
|                      |          | Sydney Sixers gewinnt mit 9 Wickets |   |                          |

### Spiel C
| 31. Januar Scorecard | Canberra | Sydney Thunder 158-8 (20)           | – | Brisbane Heat 162-3 (19.1) |
|                      |          | Brisbane Heat gewinnt mit 7 Wickets |   |                            |

### Spiel D
| 4. Februar Scorecard | Perth | Perth Scorchers 189-1 (18.1/18.1)                | – | Brisbane Heat 150-9 (18/18) |
|                      |       | Perth Scorchers gewinnt mit 49 Runs (D/L method) |   |                             |

### Finale
| 6. Februar Scorecard | Sydney | Sydney Sixers 188-6 (20)          | – | Perth Scorchers 161-9 (20) |
|                      |        | Sydney Sixers gewinnt mit 27 Runs |   |                            |